# Södermanlands runinskrifter 260
Runinskrift Sö 260 är en runsten som står på Södra Betebys ägor i Österhaninge socken och Haninge kommun på Södertörn. 
Stenen hittades 1869 och står kvar på fyndplatsen i skogen väster om Husbyån och ett gravfält från yngre järnåldern finns i dess närhet. Ristningen består av en ormslinga som inramar ett kors i bildens övre del, medan ormens svans och hals är sammankopplade i den nedre. Stenen är hela 205 cm hög och 94 cm bred.

## Inskrift
Translitterering av runraden:
... ... ...a : stin : eftiʀ : ierunt : sun : sia : aʀ · uaʀ : uestþr : meþ ulfi : suni · hakunar ·
Normalisering till runsvenska:
... ... [ræis]a stæin æftiʀ Iarund, sun sinn, eʀ vaʀ vestr með Ulfi, syni Hakonaʀ.
Översättning till nusvenska:
... (reste) denna sten efter Jörund, sin son, som var västerut med Ulf, Håkons son.
Texten handlar om ett par män som uppges ha varit på en vikingaresa i västerled. Bortom gravfältet och närmare ån i sydost står Södra Betebys andra runsten, nämligen Sö 261.